# Dizdarlije
Dizdarlije so naselje v občini Kozarska Dubica, Bosna in Hercegovina. 

## Deli naselja
Ćurići, Dizdarlije, Graovci in Topolovac.

## Prebivalstvo
| Pregled števila prebivalcev po letih | Pregled števila prebivalcev po letih | Pregled števila prebivalcev po letih | Pregled števila prebivalcev po letih | Pregled števila prebivalcev po letih | Pregled števila prebivalcev po letih |
| ------------------------------------ | ------------------------------------ | ------------------------------------ | ------------------------------------ | ------------------------------------ | ------------------------------------ |
| 1948                                 | 1953                                 | 1961                                 | 1971                                 | 1981                                 | 1991                                 |
| -                                    | -                                    | -                                    | 199                                  | 158                                  | 178                                  |

| Narodna sestava prebivalstva po letih                                                                                    | Narodna sestava prebivalstva po letih                                                                                       | Narodna sestava prebivalstva po letih                                                                                      |
| --- | --- | --- |
| 1971 | 1981 | 1991 |
| . skupaj: 199 Srbi 199 (100 %) Hrvati 0 (0,00 %) Muslimani 0 (0,00 %) Jugoslovani 0 (0,00 %) drugi in neznano 0 (0,00 %) | . skupaj: 158 Srbi 145 (91,77 %) Hrvati 0 (0,00 %) Muslimani 0 (0,00 %) Jugoslovani 12 (7,59 %) drugi in neznano 1 (0,63 %) | . skupaj: 178 Srbi 170 (95,50 %) Hrvati 0 (0,00 %) Muslimani 0 (0,00 %) Jugoslovani 6 (3,37 %) drugi in neznano 2 (1,12 %) |